# Trento (Filippine)
Trento è una municipalità di seconda classe delle Filippine, situata nella Provincia di Agusan del Sur, nella Regione di Caraga.
Trento è formata da 16 baranggay:
- Basa
- Cebolin
- Cuevas
- Kapatungan
- Langkila-an
- Manat
- New Visayas
- Pangyan
- Poblacion
- Pulang-lupa
- Salvacion
- San Ignacio
- San Isidro
- San Roque
- Santa Maria
- Tudela